# Склеренхіма

4:Луб. 5:Склеренхіма

Склеренхіма — тканина рослини, що складається з щільнорозташованих клітин з потовщеними здерев'янілими оболонками, які надають органам рослин міцності. Оболонки склеренхімних клітин мають високу міцність, близьку до міцності сталі. Клітини мертві, довгі, прозенхімні, загострені на кінцях, з рівномірно потовщеними оболонками. Утворюються з прокамбію або камбію. Спочатку клітини живі, мають багатоядерну цитоплазму і тонку оболонку з порами. Потім оболонка потовщується, протопласт відмирає, і клітина заповнюється повітрям. Клітини склеренхіми дуже мінливі щодо свого походження, розвитку, форми та структури. Однак через труднощі в диференціації різновидів клітин пропонується диференціювати їх на склеренхіму та волокна склереїдів.

## Волокна склеренхіми
Волокна склеренхіми утворюються майже в усіх органах рослин. Окремі клітини склеренхіми утворюють елементарне волокно, а група їх — технічне волокно.
За особливостями будови клітин і розміщенням в органах рослин розрізняють луб'яні і деревинні волокна (лібриформ).
- Луб'яні волокна знаходяться в периферійній частині рослин і є складовою частиною кори (лубу, флоеми). Клітини їх дуже довгі (5-300 мм) з дуже потовщеними оболонками. Розрізняють первинні і вторинні луб'яні волокна. Первинні луб'яні волокна утворює прокамбій. Вони товстіші і довші, оболонки їх пектиново-целюлозні або здерев'янілі. Вторинні луб'яні волокна утворює камбій. Вони тонші і в 3-5 разів коротші від первинних. Луб'яні волокна протидіють розриванню та вигинанню органів і зумовлюють їхню пружність. Луб'яні волокна — сировина для текстильної і целюлозно-паперової промисловості.
- Деревинні волокна (лібриформ) входять до складу ксилеми, або деревини. Клітини їх короткі (до 5 мм завдовжки). Клітинні оболонки потовщуються за рахунок лігніну. Утворюють їх прокамбій і камбій. Складають основну масу деревини листяних порід дерев. Лібриформ витримує тиск крони на стебло зверху. Використовується як будівельний матеріал і сировина для целюлозно-паперової та хімічної промисловості[1].